# Ngộ tích
Ngộ tích (zh. 悟跡, ja. goseki) là dấu vết của sự ngộ nhập, của kinh nghiệm Kiến tính. Theo Thiền tông thì sự chứng ngộ thâm sâu không để lại một dấu vết gì. Người nào có những hành động mà những người xung quanh có thể nhận ra được là đã có chút tỉnh, có ngộ nhập thì vị này được gọi là có "ngộ tích" và các Thiền gia chính tông cũng không ngần ngại gì với sự quả quyết rằng, người đó "mang hơi hám của sự giác ngộ." Chỉ khi nào "hơi hám" này hoàn toàn biến mất và người này sống thật tự nhiên với cái đã chứng ngộ được và cũng không tự biết mình đã chứng ngộ mà cũng không đề cao việc này – lúc đó người này mới được Thiền tông thừa nhận là đã chứng ngộ.
Quốc sư Nam Dương Huệ Trung một lần thử một vị tăng – vị này mang danh hiệu Tam Tạng (thông cả ba tạng kinh điển) và tự xưng là có tha tâm thông (Lục thông) – nghĩa là đọc được ý nghĩ của người. Sư hỏi vị này: "Ông thử nói, hiện giờ Lão tăng ở chỗ nào?" Tăng thưa: "Hoà thượng là thầy của một nước, sao lại đến Tây Xuyên xem đò đưa?" Sư im lặng giây lâu, hỏi tiếp: "Ông hãy nói, hiện giờ Lão tăng ở chỗ nào?" Tăng thưa: "Hoà thượng là thầy của một nước, sao lại đến cầu Thiên Tân xem khỉ đùa giỡn?" Sư im lặng giây lâu, lại hỏi: "Ông hãy nói, hiện giờ Lão tăng ở chỗ nào?" Tăng mờ mịt không biết nói gì. Sư liền quát: "Dã hồ tinh! Tha tâm thông ở chỗ nào!"
Thiền sư Vân Cư Đạo Ưng lúc còn ở với thầy là Động Sơn Lương Giới có thiên thần dâng cơm cúng dường, vì vậy mà Sư không đến trai đường. Nghe chuyện này, Động Sơn bảo sư: "Ta bảo ông là kẻ vẫn còn kiến giải. Ông hãy đến đây buổi chiều." Chiều, Sư đến. Động Sơn gọi Sư: "Am chủ Ưng!" Sư ứng thinh: "Dạ!" Động Sơn bảo: "Chẳng nghĩ thiện, chẳng nghĩ ác là cái gì?" Sư trở về am ngồi lặng lẽ, thiên thần tìm mãi không thấy, trải ba ngày như thế mới thôi cúng dường.